# Estación Ceballos
Ceballos es una estación ferroviaria ubicada en la localidad homónima, Departamento Chapaleufú, Provincia de La Pampa, Argentina.

## Ubicación
La estación se encuentra en a 522,6 km de la Estación Once.

## Servicios
No presta servicios de pasajeros. Sus vías están concesionadas a la empresa de cargas Ferroexpreso Pampeano,. Las vías se encuentran en gran actividad debido a la presencia y al trabajo incansable de la planta frigorífica Lartrigoyen S.A.